# Acanthocnemes fuscoscapulella
Acanthocnemes fuscoscapulella är en fjärilsart som beskrevs av Victor Toucey Chambers 1878.
Acanthocnemes fuscoscapulella ingår i släktet Acanthocnemes och familjen rullvingemalar. Inga underarter finns listade i Catalogue of Life.